# 日経サイエンス
『日経サイエンス』（にっけいサイエンス）は、自然科学分野の論文を主に掲載する非専門家向けの雑誌。1971年2月創刊。創刊時の誌名は『サイエンス』。1990年10月号から現在の誌名に改称。1845年8月28日に創刊された米国の科学雑誌『サイエンティフィック・アメリカン (Scientific American) 』の日本版である。
発行元は日経サイエンス社、発売元は日経BPマーケティング。なお、日経サイエンス社は日本経済新聞社と米Scientific American社（本社ニューヨーク）の2社等分出資の会社で、当雑誌の編集・発行についても日本経済新聞社が全面支援している。

## 内容
米国の『サイエンティフィック・アメリカン』からの翻訳記事が7~8割を占める。『サイエンティフィック・アメリカン』に掲載されたすべての記事が翻訳されるわけではない。その他、一般向け科学書の書評や対談、日本人研究者の取材ルポなど、日本版独自の記事が掲載されている。対象読者や誌面構成は『ネイチャー』や『サイエンス』のように研究者向けではなく、『ニュートン』のような科学ファンに向けた作りである（『ニュートン』よりはやや専門的な内容が多い）。
取り扱うテーマは自然科学のうち、物理学、宇宙科学、地球科学、生物学、医学、情報科学などが多く、一部の社会科学、農学、軍事技術などを含む幅広い分野に渡る。ただし、化学や数学に関する記事は少ない。特定の学問分野のごく初期から寄与した研究者、科学者による投稿原稿が中心となっている。
雑誌内の記事の重み付けは特集中心ではない。記事の分野は一冊の雑誌の中でそれぞれ関連がなく、例えば2006年2月号では物理学、生命の起源、情報科学、地球科学、薬学、地学、神経科学というように、バラバラである。これ以外に科学ニュースを毎号10ページ程度掲載し、常設コラムとして10本前後の連載欄を設けている。連載の一例として、1981年まで掲載されていたマーティン・ガードナーの「数学ゲーム」がある。
判型はA4変形判、全ページ4色印刷。ISSN 0917-009X。なお、現在の表紙の緑色を基調としたデザインになったのは2009年5月号からで、このようなスタイルになったのは割合最近のことである。